# Lippenstift (single)
Lippenstift is een single van de Nederlandse zangers Marco Borsato, Snelle en John Ewbank uit 2019. Het stond in hetzelfde jaar als dertiende track op het album van Snelle Vierentwintig, waar het de tweede single van was, na Ze kent mij.

## Achtergrond
Lippenstift is geschreven door John Ewbank, Bas van Daalen en Lars Bos en geproduceerd door Ewbank en van Daalen. Het is een nederpoplied waarin de zangers zingen over een vrouw die een minnares is van een getrouwde man. Dit nummer is volgens Borsato gemaakt om een vriendin te behouden voor een teleurstelling. Het lied is de veerstigste  Top 40 hit voor Borsato. De single heeft in Nederland de gouden status.

## Hitnoteringen
Het lied was zowel in Nederland als België succesvol. In zowel de Top 40 als de Single Top 100 kwam het tot de tweede plaats. Het stond twaalf weken in de Top 40 en maar liefst 33 weken in de Single Top 100. In de Vlaamse Ultratop 50 was de vijftiende plek de piekpositie en stond het 24 weken in de lijst.